# Добрнеж
Добрнеж (словен. Dobrnežh) — поселення в общині Словенське Коніце, Савинський регіон, Словенія. Висота над рівнем моря: 308,7 м.